# عمليات البستان
عمليات البستان (بالعبرية: מבצעי בוסתן) هي سلسلة من الغارات والعمليات التي شنتها إسرائيل في العمق المصري في إطار حرب الاستنزاف، بهدف ضرب الأهداف العسكرية أو الاستراتيجية وبالتالي إجبار القيادة المصرية على إيقاف أعمالها القتالية على جبهة قناة السويس.

## خلفية تاريخية
في ظل عمليات القصف المصري على طول خط قناة السويس التي تسببت في خسائر للجيش الإسرائيلي، رأت القيادة الإسرائيلية تحديث عمليات إغارة ضد أهداف في العمق المصري بهدف إجبار المصريين على إيقاف عملياتهم، مثلما حدث بعد تنفيذ عملية الصدمة الناحجة. ومنذ أن فرضت الولايات المتحدة قيوداً على استخدام أسلحتها في مهاجمة الدول العربية لأجل الحفاظ على عملية الحياد، لذا تقرر استخدام قوات مشاة في عمليات إبرار بمروحيات فرنسية والتي كانت أقل فاعلية من طائرات سكاي هوك العاملة في القوات الجوية آنذاك والقادرة على إسقاط قنابل تزن مئات الكيلوجرامات. وقد تسببت سلسلة عمليات البستان في خسائر اقتصادية ومعنوية للجيش والحكومة المصرية، بعض هذه العمليات أفصح عنها المتحدث العسكري للجيش الإسرائيلي برغم الإنكار المصري، والبعض الآخر لم يُكشف عنه.

## العمليات
- عملية البستان 22 - في ليلة 29 أبريل 1969، الساعة 21:46، أقلعت طائرة هليكوبتر سوبر فريلون. كان الطاقم بقيادة النقيب نحميا داغان، بالإضافة إلى ستة جنود من سرية الاستطلاع (لواء المظليين) بقيادة جاد نيغبي من مطار الطور في سيناء. ونزلت القوة بالقرب من مدينة الأقصر في مصر على بعد 300 كيلومتر غرب سيناء، التي كانت إسرائيل تعتبرها جزء من حدودها. سحب الجنود العبوات الناسفة بواسطة عربات خاصة وزرعوها إلى جانب ستة أبراج ضغط عالي التي تنقل الكهرباء من محطة توليد الكهرباء في سد أسوان إلى شمال وادي النيل والقاهرة، كما خربوا هوائي اتصالات. وبعد أن زرعت القوة المتفجرات في الأبراج كما هو مخطط، أُرسلت مروحية سوبر فريلون أُخرى لإجلائهم. وقد أبلغ المراقبون في القوات الجوية عن انطلاق طائرات ميج في منطقة العمليات، لكن القوة الإسرائيلية تمكنت من العودة إلى سيناء دون أي مواجهة مع الطائرات الاعتراضية المصرية. وفي الساعة 3:50 صباحاً حَطت المروحية الإسرائيلية بالجنود الستة. وكانت نتائج العملية تدمير ستة أبراج ضغط عالي، وانقطاع التيار الكهربائي عن منطقة دلتا النيل والقاهرة، وتدمير هوائي الاتصالات. بينما لم تحدث إصابات في أفراد الجيش الإسرائيلي.[1]

وعلى غرار عملية الصدمة، نفى المصريون أن تكون مرافق الكهرباء قد تضررت بفعل إسرائيل. وفي هذه المرة أيضاً، ردت إسرائيل بالصور الجوية التي تُظهر أبراج الضغط العالي المتضررة والفرق المصرية تقوم بإصلاحها.
- عملية البستان 37 - في ليلة 30 يونيو 1969، الساعة 20:20، أقلعت طائرة هليكوبتر سوبر فريلون، تحمل قوة من سبعة جنود من سرية المظليين، بقيادة مردخاي باز (موتي)،[2] إلى منطقة نجع حمادي، على بعد 50 متراً من أحد أبراج الكهرباء. حملت القوة هذه المرة الشحنات المتفجرة على نقالة لأن عربات نقل الذخيرة التي اُستُخدمّت في عمليات سابقة كانت قد غاصت في الرمال، انقسمت القوة إلى مجموعتين وزرعت الشحنات المتفجرة في ست أبراج للضغط العالي والتي تنقل الكهرباء من محطة سد أسوان إلى وادي النيل والقاهرة شمالاً. وبعدما زرعت القوة المتفجرات بالأبراج كما هو مخطط، أٌرسلت طائرة سوبر فريلون أُخرى في الساعة 21:20 لإجلائهم. وكانت نتائج العملية تدمير خمسة من أبراج الجهد العالي وانقطاع التيار الكهربائي في منطقتي الدلتا والقاهرة. البرج السادس تضرر لكنه لم يسقط. بعد انتهاء العملية، أعلن المتحدث باسم الجيش الإسرائيلي عنها، لكن متحدثاً باسم الحكومة المصرية نفى حدوث خلل في نظام الكهرباء وحدوث عملية عسكرية في منطقة نجع حمادي. ورداً على ذلك، نشر المتحدث باسم الجيش الإسرائيلي صوراً للأبراج المدمرة التقطتها القوة بعد الانفجار.

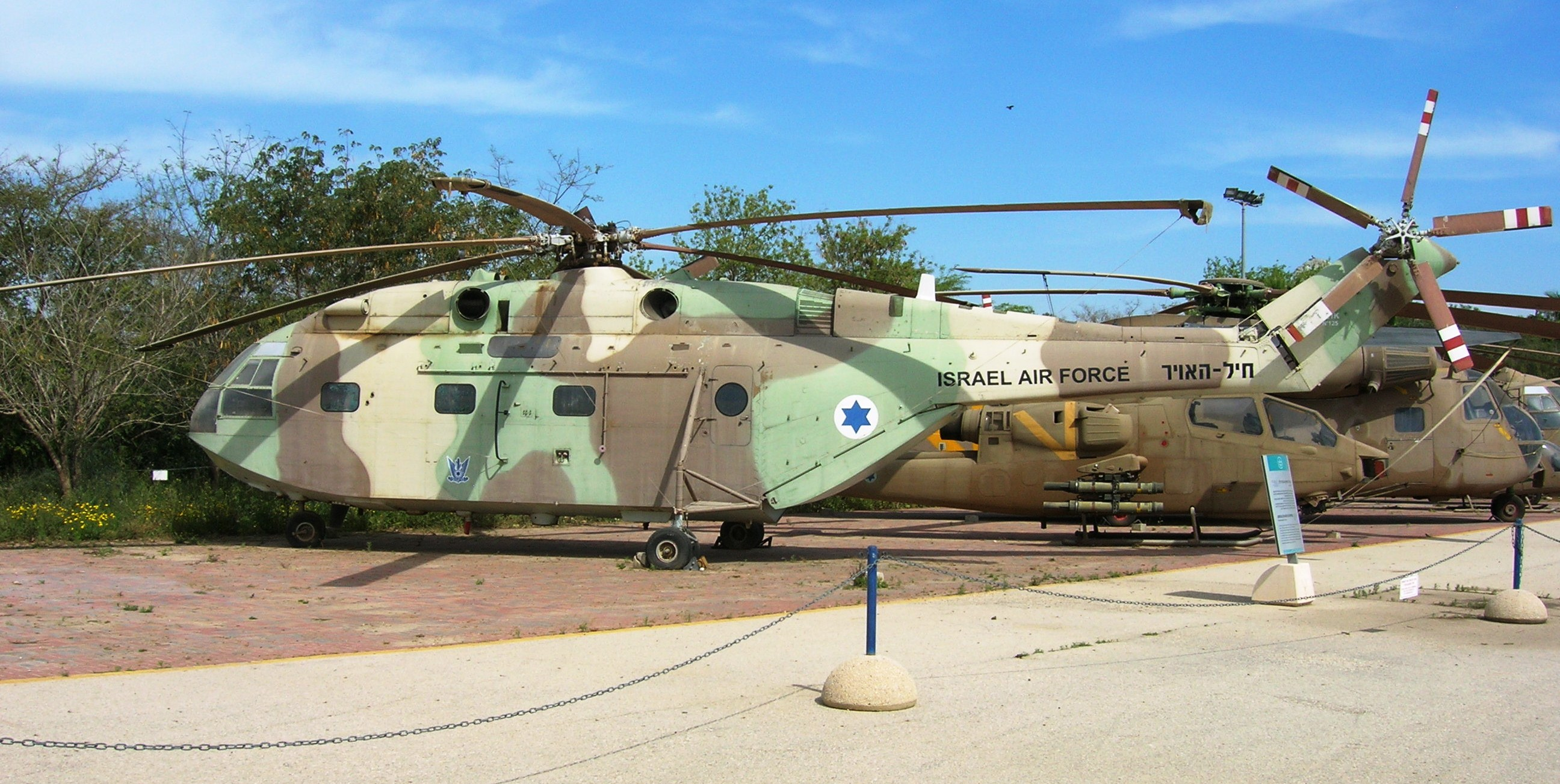
اعتمدت إسرائيل بشكل كبير على طائرات سوبر فريلون في تنفيذ عملياتها في العمق المصري

- عملية البستان 25أ - في ليلة 1 يوليو 1969، الساعة 22:40، أقلعت ثلاث طائرات سوبر فريلون من مطار رأس سدر بسيناء، تحمل جنوداً من لواء المظليين - الكتيبة 202 (الأفعى)، منقسمين إلى قوتين، واحدة تحت قيادة قائد الكتيبة يعقوب حاصداي والأخرى تحت قيادة قائد السرية حاجاي ليفي، إضافة إلى 24 مظلي من الكتيبة 890 (الحارية). ترافقهم مروحيتان بيل 205 من السرب 124 لأجل التغطية. هبطت طائرتان سوبر فريلون بقوات المظليين بالقرب من مواقع الحراسة العسكرية على طول طريق راس الزعفرانة في حوالي الساعة 23:00. هاجم المظليون المواقع وقتلوا 12 جندياً مصرياً، وأصابوا أربعة آخرين كما أسروا جندي. بالإضافة إلى تدميرهم المنشآت، نسفوا برجين للهاتف وزرعوا عبوات ناسفة في المنطقة. ونتيجة لتخريب خطوط الهاتف، انقطع الاتصال بين مقر القيادة الشمالية لمنطقة البحر الأحمر ومقر كتيبة الزعفرانة. وقد أدى خطأ ملاحي إلى هبوط قائد مروحية سوبر فريلون «الثالثة» على بعد ثمانية كيلومترات من الهدف، وفوضّ قائد القوة بالهجوم على موقع بديل كما يراه مناسباً، وفي الساعة 1:23 حددت القوة نقطة حراسة وقررت مهاجمتها لكن تبين أنها مهجورة ولم يكن بها سوى مدنيان. وخلال رحلة العودة إلى سيناء، رصد المصريون المروحيات، وبعد حوالي 20 دقيقة من كشفهم، صدر إنذار اختراق شامل في مصر وبعد 18 دقيقة أخرى، أقلعت طائرة ميج 21 من مطار المنصورية وتبعها بفترة ميج 21 أخرى وقاذفة إليوشن إيل-28. في الوقت نفسه، أطلقت القوات الجوية الإسرائيلية زوج من طائرات ميراج 3، ولكن لم تحدث مواجهة بين الطائرات. وعادت القوة إلى رأس سدر في حوالي الساعة 2:50.
- عملية البستان 38 - في اليوم التالي، 2 يوليو 1969، جرت عملية مُكملة داهم فيها الإسرائيليون ثلاثة مواقع حراسة على ساحل راس عسران وراس أبو بكر، على الطريق الرئيسي المؤدي من مصر إلى السودان. قتل خلال الغارة، 13 جندياً مصرياً وأُسر جندي.
- عملية البستان 39 - في ليلة 27 أغسطس 1969، الساعة 20:45، أقلعت ثلاث مروحيات سوبر فريلون من إحدى قواعد الجيش الإسرائيلي في سيناء، حملت المروحية الأولى قوة سرية احتياطية من الكتيبة 13 (لواء جولاني) وسرية مظليين تحت قيادة قائد الكتيبة 890 (لواء مظليين) النقيب إسحاق مردخاي، أما المروحية الثانية فكانت مزودة بمدفعي هاون عيار 120 ملم وحملت الطائرة الثالثة 70 قذيفة هاون. وبعد رحلة جوية على ارتفاع منخفض استغرقت ساعتين تجاوزت فيها مناطق تغطية الرادار، هبط المظليون في الساعة 22:45 خلف تلة على بعد خمسة كيلومترات جنوب المنطقة الخلفية للقاعدة العسكرية الكبيرة في منقباد، حيث مقر القيادة المركزية المصرية الذي يخدم حوالي 2000 جندي، ويقع على بعد 300 كيلومتر جنوب القاهرة. وفرغ المظليون وجنود سرية جولاني قذائف الهاون على عربات خاصة صممت لهذا الغرض. ونصبت كل قوة مدفعي الهاون على زاوية 25 درجة وبدأت في قصف المعسكر المصري. بينما حلقت واحدة من مروحيات سوبر فريلون فوق المنطقة. بقائد السرب 114، الرائد أفراهام بيري، الذي كان بمثابة «ضابط مراقبة مدفعية»، حيث كان يبلغ عن الإصابات ويصحح توجيه النيران، فضلاً عن عرقلة قوى الأمن المهاجمة. ولهذا الغرض، زودت طائرات الهليكوبتر بالوقود لمدة نصف ساعة أخرى. وكانت القذائف الثلاث الأولى التي أُطلقت قذائف فوسفورية التي كان من السهل توجيهها بواسطة أطقم طائرات الهليكوبتر. أظلم المصريون المعسكر تدريجياً وبدأوا بإطلاق نيران مضادة للطائرات بشكل مكثف لكن غير فعال وباتجاه ضوء انطلاق القذائف التي كانت تطلقها القوة، استمر القصف لمدة 25 دقيقة، أُُطلق خلالها 62 قذيفة هاون على المعسكر، دمرت العديد من المباني وتضرر النظام الكهربائي وقُطعت خطوط الهاتف. وفخخت القوة المعدات التي تركتها بشحنات زمنية (بما في ذلك القذائف الثمانية التي لم تستخدم)وعادت بهم المروحيات إلى سيناء. لم يبلغ المصريون عن الهجوم وعدد الخسائر في تلك العملية غير معروف، وفي وقت لاحق، ذكرت صحيفة واشنطن بوست أن عدداً من كبار الضباط المصريين قتلوا في الهجوم، بما في ذلك ضابط برتبة عميد، ووفقاً لتقريرها، فإن العملية قوضت اعتقاد المصريين بأن لديهم القدرة على الدفاع عن أنفسهم ضد عمليات الجيش الإسرائيلي في العمق. لم تقع خسائر للجيش الإسرائيلي خلال تلك العملية.[3]

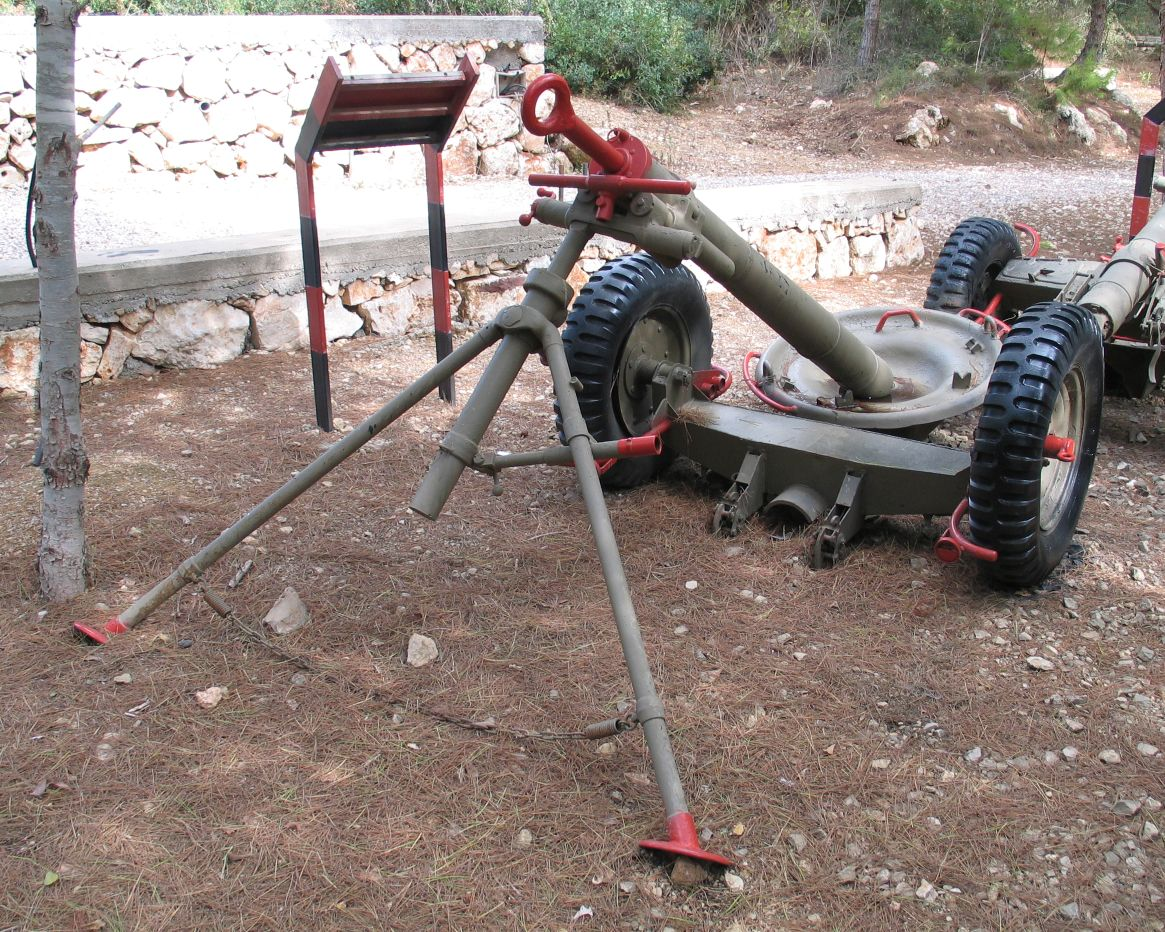
هاون إسرائيلي عيار 120 ملم من طراز "Soltam M-65" مماثل لمدفعي الهاون المستخدمان في العملية

لاحقاً، ذكر أفراهام بيري، قائد طيار الطائرة الهليكوبتر، الذي ساعد في الوصول للنطاق المستهدف، أنه وبعد توقيع اتفاقية السلام مع مصر، ذهب في رحلة لزيارة موقع الهبوط ووجد صناديق ذخيرة الجيش الإسرائيلي ما زالت موجودة هناك.

## نتائج العمليات
نتيجة لهذه العمليات وعمليات الإغارة الأخرى في مصر خلال حرب الاستنزاف، أنشأ الجيش المصري قوة عمل خاصة تسمى اللجان الشعبية التي كانت مهمتها حماية المنشآت الإستراتيجية في العمق المصري من غارات الجيش الإسرائيلي.
وفي وقت لاحق، ذكر سعد الدين الشاذلي رئيس أركان الجيش المصري في كتابه «حرب أكتوبر» أن الحاجة إلى إنشاء اللجان الشعبية قد استنفذ بعض قوات الاحتياط من الجيش المصري وبالتالي المقارنات الرقمية لترتيب القوات بين الجيش المصري والجيش الإسرائيلي كانت غير صحيحة وأن المقارنة كانت يجب أن تكون بين القوات المخصصة للقتال على جبهتي كلا الجيشين فقط.

## روابط خارجية
- מבצע "בוסתן 22" באתר חיל האוויר
- מבצע "בוסתן 25א" באתר חיל האוויר
- סיפור מבצעי בוסתן בבטאון חיל האויר